# Derive
Pour les articles homonymes, voir Dérive.
Derive est un système de calcul formel développé par Soft Warehouse, héritier de muMATH. Sa première version date de 1988 et sa dernière version d'octobre 2004.

## Description
Comme muMATH, Derive est écrit en muLISP. Derive tourne sous DOS et Windows.
Texas Instruments rachète Soft Warehouse en 1999. 
Derive utilisait très peu de mémoire et a donc été utilisé dans les calculatrices de Texas Instruments (TI-89, TI-92, TI-92 Plus et TI Voyage 200).
Le développement et la commercialisation de Derive ont été arrêtés le 29 juin 2007 pour laisser la place à TI-Nspire. La dernière version de Derive est la version 6.10 datant d'octobre 2004.